# Wilhelm Zahn
Wilhelm Zahn (ur. 29 lipca 1910 w Ebensfeld, zm. 14 listopada 1976) – oficer Kriegsmarine w stopniu Korvettenkapitäna, jeden z 4 kapitanów ostatniego rejsu MS "Wilhelm Gustloff".

## Życiorys
Wstąpił do Reichsmarine w 1930 roku. Był oficerem na U-33 od lipca 1936 do września 1937 roku, następnie oficerem na U-35 od września 1937 do października 1938 roku. Dowodził U-56 od 26 listopada 1938 do 21 stycznia 1940, i U-69 od 28 sierpnia 1941 do 31 marca 1942 roku. Został awansowany na Korvettenkapitäna 1 kwietnia 1943 roku.
Podczas służby zatopił 2 statki – szwedzki "Rudolf" (2119 BRT) i fiński "Onto" (1333 BRT, na minie);  uszkodził trzeci (brytyjski "Eskdene" – 3829 BRT).